# Vodovodní štola Světluška
Vodovodní štola Světluška v Liboci v Praze se nachází v Oboře Hvězda, v blízkosti potůčku v údolí asi 200 metrů jihozápadně od letohrádku Hvězda na části pozemku parc.č. 1231. Je chráněna jako nemovitá kulturní památka České republiky.

## Historie
Za vlády císaře Rudolfa II. byl roku 1603 vybudován vodovodní systém pro zásobování Pražského hradu pitnou vodou, který navázal na starší stavbu z let 1540–1573.
 Jeho součástí se roku 1930 stal architektonicky cenný vstupní objekt do štoly, který vznikl v době působení Josipa Plečnika na Hradě. Plečnikovo autorství však není doloženo - pro něj mluví typické motivy, jako je římsa, kruhová okna nebo režné zdivo.

### Popis
Areál je složen z nadzemní části (vstupní objekt, Světlička) a rozsáhlé podzemní části jímací štoly a vodojemu. Součástí celého systému je pravděpodobně také objekt čerpací stanice, který stojí mimo areál obory na soukromém pozemku; tento objekt ani přesný rozsah podzemní sítě není v současné době přesně zachycen.
Věž
Věžová stavba má průměr 2,4 metru a stojí na kruhovém základě z režného cihelného zdiva, který je ukončen nízkou válcovou, plechem pokrytou stříškou. Ke vstupu do věže vede kamenný stupeň, vstup je pravoúhlý, obdélný, původní jednokřídlé dřevěné dveře byly nahrazeny ocelovými. Fasáda je členěna plochou římsou. Čtyři kruhová okénka ve špaletách s šambránami jsou vyplněna kovanou mříží z rozštěpených pásů. Pravoúhlá korunní římsa má vystupující okapničku z umělého kamene.
Štola
Vstup do štoly vede po točitém schodišti s pískovcovými stupni. Štola je stejně jako věž obezděna tvrdými režnými cihlami. Datace 1930 je provedena v bílém režném zdivu a vystupuje z červeného režného zdiva chodby. Ve stěnách štoly ústí drenážní otvory pro prameny vody z terénu. Tuto vodu odvádí přibližně 9 centimetrů široký kanálek na kraji počvy k jímce, dál voda pokračuje k jímacím potrubím. Od věže vede štola na východ a na konci se větví; její celková délka je 293 metry.